# Sphaeropoeus exstinctus
Sphaeropoeus exstinctus är en mångfotingart som beskrevs av Filippo Silvestri 1895. Sphaeropoeus exstinctus ingår i släktet Sphaeropoeus och familjen Zephroniidae. Inga underarter finns listade i Catalogue of Life.